# Trabalhar Cansa
Trabalhar Cansa és una pel·lícula dramàtica brasilera del 2011 dirigida per Juliana Rojas i Marco Dutra. Es va estrenar a la secció Un Certain Regard al 64è Festival Internacional de Cinema de Canes. Va ser rodada a São Paulo, Paulínia, i Campinas, totes ciutats de l’estat de São Paulo.

## Argument
Mostra el deteriorament de la relació entre Helena i Otávio en el moment que ell perd la seva feina com a executiu d’assegurances quan ella necessita els diners per obrir una tenda de queviures. Comencen a passar estranys esdeveniments que afecten la seva relació amb Paula, a qui Helena ha contractat perquè curi de la seva filla

## Repartiment
- Helena Albergaria com a Helena
- Marat Descartes com a Otávio
- Naloana Lima com a Paula
- Gilda Nomacce com a Gilda
- Marina Flores com a Vanessa
- Lilian Blanc com a Inês
- Thiago Carreira com a Ricardo
- Hugo Villavicenzio com a Jorge

## Festivals i premis
- Selecció Oficial - Un Certain Regard, Festival de Cannes, 2011.
- Havana Star Prize - Millor guió, Havana Film Festival New York, 2012.[5]
- Premi Ciutadà Kane a la direcció revelació al XLIV Festival Internacional de Cinema Fantàstic de Catalunya[6]